# Glyptina nivalis
Glyptina nivalis är en skalbaggsart som beskrevs av Horn 1889. Glyptina nivalis ingår i släktet Glyptina och familjen bladbaggar. Inga underarter finns listade i Catalogue of Life.